# Онг, Бетти
Бетти Энн Онг (англ. Betty Ann Ong; род. 5 февраля 1956 года, Сан-Франциско, Калифорния, США — 11 сентября 2001 года, ВТЦ 1, Нью-Йорк, США) — стюардесса American Airlines, находившаяся на борту рейса 11 American Airlines, первого захваченного самолёта во время терактов 11 сентября. Она была первой, кто сообщил властям о захвате самолётов в тот день.
Вскоре после захвата Онг уведомила наземную службу American Airlines о происшествии, оставаясь на связи по радиотелефону в течение 23 минут и передавая важную информацию, которая привела к закрытию воздушного пространства Федеральным управлением гражданской авиации США, что произошло впервые в истории США. За это Комиссия по расследованию событий 11 сентября объявила Онг героем. 

## Жизнь и карьера
Бетти Энн Онг родилась 5 февраля 1956 года в Сан-Франциско и была представительницей ветви Sze Yup кантонской диаспоры из Кайпина. У неё было две сестры, Кэти и Глория, и брат по имени Гарри. Бетти окончила старшую школу Джорджа Вашингтона в 1974 году. Среди её хобби во взрослом возрасте было коллекционирование плюшевых игрушек Beanie Babies.
Бетти предлагали работу в модельном бизнесе, но её мать не одобрила этот выбор карьеры. Вместо этого она работала на фабрике по производству вяленого мяса, принадлежащей её родителям. Согласно рассказу её сестры Кэти Онг-Эррера, опубликованному в New York Post, вооружённое ограбление фабрики продемонстрировало спокойствие Бетти в кризисной ситуации. Кэти описала это так: «Бетти была на улице, и ей приставили пистолет к голове. Моя мама сказала, что она никогда не паниковала. Всё, что она сказала, было: „Папа, нас грабят“». Грабители получили требуемую сумму денег, а Кэти отметила, что её сестра «ни разу не дрогнула».
В начале 1980-х годов она присоединилась к Pacific Southwest Airlines и работала в отделе обработки багажа. Затем перешла на должность билетного кассира в Delta Air Lines. В 1987 году стала стюардессой American Airlines.
В 1987 году Бетти ехала на юг по шоссе 101 в Сан-Франциско, когда стала свидетелем того, как автомобиль перевернулся дважды после столкновения со мчащимся пикапом. Бетти подбежала к машине и увидела, что её пассажиркой была Джо Эллен Чью, женщина, с которой она познакомилась месяцем ранее в боулинг-клубе. Позже Чью описала «мужество, доброту и сострадание», проявленные Онг, сказав: «Большинство людей просто прошли бы мимо. Но остановиться и подбежать ко мне? Чудо!».
Онг была помолвлена с Робертом Ландрумом. На момент смерти жила в Андовере, штат Массачусетс.

## Смерть
11 сентября 2001 года Онг была назначена на рейс 11, чтобы вернуться в Лос-Анджелес и отправиться в отпуск на Гавайи со своей сестрой. Во время захвата самолета она использовала телефонную карту для звонка в центр бронирования American Airlines в Кэри, Северная Каролина, из задней кухни самолета; представилась и сообщила руководителю, что самолет захвачен. Вместе с коллегой-стюардессой Мэделин Эми Суини она передала отчет с номерами мест трех захватчиков. Во время своего звонка по Airfone она сообщила, что никто из экипажа не может связаться с кабиной пилотов или открыть её дверь; что пассажир Дэниел Левин и две бортпроводницы, Карен Мартин и Барбара Арестеги, были ранены ножами; и что, по ее мнению, кто-то распылил слезоточивый газ в салоне бизнес-класса.

### Телефонный звонок
Транскрипция последнего 8-минутного 26-секундного разговора между Онг, специалистом по операциям и бронированию рейсов в аэропорту Рейли авиакомпании American Airlines, Нидией Гонсалес (операционный специалист, дежурившая 11 сентября) и экстренной линией American Airlines. Запись начинается с середины предложения Онг, её голос слышен только в первые четыре минуты:
Бетти Онг: [Я] номер 3 сзади. Пилот не отвечает. В бизнес-классе кого-то ударили ножом, и — мне кажется, там распылили перцовый баллончик — мы не можем дышать. Я не знаю, мне кажется, нас захватывают.
Мужской голос: Каким рейсом вы летите?
Бетти Онг: Рейс 12. (Неверно указано вместо «Рейс 11»)
Оператор: На каком вы месте? Мэм, вы здесь?
Бетти Онг: Да.
Мужской голос: На каком месте вы сидите?
Женский голос: Мэм, на каком месте вы сидите?
Бетти Онг: Мы... мы только что вылетели из Бостона, мы в воздухе.
Женский голос: Я знаю, что...
Бетти Онг: Мы должны были лететь в Лос-Анджелес, но экипаж не отвечает на звонки.
Женский голос: Хорошо, но на каком месте вы сидите? Какой у вас номер места?
Бетти Онг: Ладно, я сейчас на взводе.
Женский голос: Хорошо.
Бетти Онг: 3R.
Женский голос: Хорошо.
Мужской голос: Хорошо, вы стюардесса? Простите, вы сказали, что вы стюардесса?
Бетти Онг: Алло?
Женский голос: Да, алло.
Мужской голос: Как Вас зовут?
Бетти Онг: Привет, тебе придётся говорить громче, я тебя не слышу.
Мужской голос: Конечно. Как вас зовут?
Бетти Онг: Хорошо, меня зовут Бетти Онг. Я номер три в рейсе 11.
Мужской голос: Хорошо.
Бетти Онг: Пилоты не отвечают на звонки, в бизнес-классе кого-то ударили ножом, и мы не можем дышать в бизнес-классе. У кого-то есть перцовый баллончик или что-то в этом роде.
Уинстон Сэдлер: Можете ли вы описать человека, о котором вы сказали, что он — это кто-то из бизнес-класса?
Бетти Онг: Я сижу сзади. Кто-то возвращается из бизнес-класса. Если вы можете подождать одну секунду, они возвращаются.
Уинстон Сэдлер: Конечно.
(В этот момент слышно, как Бетти разговаривает с другой стюардессой.)
Бетти Онг (обращаясь к стюардессе): Они хотят знать, кто кого ранил. Понимаешь?
Неизвестная стюардесса: Я не знаю, но Карен и Барбару ранили.
(Бетти продолжает разговор)
Бетти Онг: Хорошо. Нашего номер 1 ударили ножом. Нашего стюарда ударили ножом. Никто не знает, кто кого ударил, и мы даже не можем зайти в бизнес-класс, потому что никто не может дышать. Нашего номер 1 ударили ножом. А кого ещё?
Уинстон Сэдлер: Хорошо, и что же мы...
Бетти Онг: А наш пятый номер — наши пассажиры первого класса — стюардесса на кухне и наш старший бортпроводник получили ножевые ранения. И мы не можем попасть в кабину пилотов, дверь не открывается. Алло?
Уинстон Сэдлер: Да, я записываю. Вся информация. Мы, конечно же, всё это записываем. На данный момент...
Нидия Гонсалес: Это отдел операций. О каком рейсе идёт речь?
Уинстон Сэдлер: Рейс 12.
Нидия Гонсалес: Рейс 12? Хорошо. Я получаю...
Бетти Онг: Нет. Мы сейчас на рейсе 11. Это рейс 11.
Мужской голос: Это рейс 11, прости, Нидия.
Бетти Онг: из Бостона в Лос-Анджелес.
Мужской голос: Да.
Бетти Онг: Наш номер 1 получил ножевое ранение, и наш номер 5 тоже. Кто-нибудь может подняться в кабину? Кто-нибудь может подняться в кабину? Хорошо. Мы даже не можем попасть в кабину. Мы не знаем, кто там внутри.
Мужской голос: Ну, если бы они были сообразительными, то держали бы дверь закрытой и...
Бетти Онг: Простите?
Мужской голос: Разве они не должны держать кабину закрытой?
Бетти Онг: Я думаю, ребята там. Возможно, они забрались туда — заблокировали проход или что-то в этом роде. Никто не может дозвониться до кабины пилотов. Мы даже не можем попасть внутрь. Там ещё кто-нибудь есть?
Мужской голос: Да, мы всё ещё здесь.
Женский голос: Хорошо.
Бетти Онг: Я тоже остаюсь на линии.
Мужской голос: Хорошо.
Нидия Гонсалес: Здравствуйте, кто звонит по поводу бронирования? Это одна из стюардесс или кто? Кто вы, милая?
Мужской голос: Она назвалась Бетти Онг.
Бетти Онг: Да, я номер три. Я номер три в этом рейсе, и мы первые...
Нидия Гонсалес: Вы номер три в этом рейсе?
Бетти Онг: Да, и у меня есть...
Нидия Гонсалес: Это рейс 11? Откуда и куда?
Бетти Онг: Рейс 11.
Нидия Гонсалес: Ребята, вы звонили кому-нибудь еще?  
Бетти Онг: Нет. Кто-то звонит в больницу, а мы не можем вызвать врача—
На этом отрывок из записи, воспроизведённый на слушаниях комиссии, закончился. Затем комиссия прослушала запись второго телефонного звонка, который Нидия Гонсалес совершила на линию экстренной помощи American Airlines. Гонсалес всё ещё разговаривала по телефону с Бетти Онг. Она передала оператору службы экстренной помощи то, что говорила ей Онг.
Мужской голос: Линия экстренной помощи American Airlines, пожалуйста, сообщите о вашей чрезвычайной ситуации.  
Нидия Гонсалес: Привет, звонит Нидия из American Airlines. Я отслеживаю звонок, в котором стюардесса рейса 11 сообщает нашим представителям, что пилот и другие получили ножевые ранения.  
Мужской голос: Рейс 11?  
Нидия Гонсалес: Да. Я слышала, что они не могут попасть в кабину пилотов.
Мужской голос: Хорошо. С кем я разговариваю?  
Нидия Гонсалес: Извините. Это Нидия, представитель American Airlines в Центре бронирования Рейли. Я дежурный специалист по эксплуатации.  
Мужской голос: Простите, еще раз, как вас зовут?  
Нидия Гонсалес: Нидия.  
Мужской голос: Нидия. А какая у вас фамилия?  
Нидия Гонсалес: Гонсалес — Г-о-н-с-а-л-е-с.  
Мужской голос: (неразборчиво) — Бронирование в Роли. Хорошо, теперь, когда вы... 
Нидия Гонсалес: Стюардесса на линии с одним из наших агентов.
Мужской голос: Хорошо. И как она звонит? 
Нидия Гонсалес: Через резервацию. Я могу подключиться к линии и задать вопросы стюардессе.  
Мужской голос: Хорошо. Полагаю, они объявили чрезвычайное положение. Сейчас я свяжусь с диспетчерской. Ждите.
Нидия Гонсалес: Ребята, вы с кем-нибудь связывались? Ладно, я все еще на связи с охраной, хорошо, Бетти? Ты отлично справляешься, просто сохраняй спокойствие. Хорошо? Это так, безусловно.  
Мужской голос: Хорошо, мы сейчас связываемся с экипажем самолета, и мы, мы также связываемся с УВД.  
Нидия Гонсалес: Хорошо. Похоже, пассажиры эконом-класса могут не знать, что происходит прямо сейчас.
Мужской голос: Эти два пассажира были из первого класса?  
Нидия Гонсалес:  Хорошо, подождите. Эй, Бетти, у тебя есть какая-нибудь информация о джентльменах — мужчинах, которые находятся в кабине с пилотами, — они из первого класса? Они сидели в 2A и B.
Мужской голос: Хорошо.  
Нидия Гонсалес: Они в кабине пилотов.  
Мужской голос: Кто им помогает, есть ли на борту врач?  
Нидия Гонсалес: Бетти, на борту есть врач, который оказывает вам помощь? У вас на борту нет врачей. Хорошо. Итак, вы вывели всех пассажиров первого класса из первого класса?  
Мужской голос: Они вывели кого-нибудь из первого класса?  
Нидия Гонсалес: Да, она просто говорит, что они... Они в эконом-классе. Что происходит, милая? Ладно, самолёт снова теряет управление. Летает очень нестабильно. Она сказала, что всех пассажиров первого класса перевели в эконом-класс, так что салон первого класса пуст. Что происходит у тебя?
Мужской голос: Мы связались с авиадиспетчерской службой, они собираются рассматривать это как подтвержденный угон, поэтому они отводят все транспортные средства с пути следования этого самолета.  
Нидия Гонсалес: Хорошо.  
Мужской голос: Он выключил свой передатчик, поэтому у нас нет точной информации о его высоте. Мы просто пролетаем мимо — они, похоже, думают, что он у них на главном радаре. Похоже, они думают, что он снижается.  
Нидия Гонсалес: Хорошо.  
Мужской голос: Хорошо, Нидия?  
Нидия Гонсалес: Да, дорогой, я здесь.  
Мужской голос: Хорошо, диспетчер в данный момент изучает текущее количество топлива на борту.  
Нидия Гонсалес: Ага.  
Мужской голос: И мы собираемся просмотреть несколько анкет.  
Нидия Гонсалес: Хорошо.  
Мужской голос: Чтобы точно определить, насколько его хватит.  
Нидия Гонсалес: Хорошо.  
Мужской голос: Она... 
Нидия Гонсалес: Она понятия не имеет, кто мог быть другим пассажиром в первом салоне. По-видимому, они могли чем-то распылить, поэтому им трудно дышать или находиться в этой зоне.  
(Тем временем рейс 11 врезался во Всемирный торговый центр)
Нидия Гонсалес: Что происходит, Бетти? Бетти, поговори со мной. Бетти, ты здесь? Бетти? (Неразборчиво.)  
Нидия Гонсалес: Хорошо, значит, мы будем оставаться открытыми. Мы... я думаю, мы, возможно, потеряли ее.

## Мемориалы и влияние
21 сентября 2001 года около 200 представителей китайско-американской общины Сан-Франциско собрались в небольшом парке, чтобы отдать дань уважения Бетти Онг. Присутствовавший на церемонии мэр Сан-Франциско Уилли Браун провозгласил официальное признание, в котором почтил память погибших в трагедии и объявил 21 сентября «Днём Бетти Онг».
В 2002 году Онг, Суини и капитан рейса 11 Джон Огановский стали первыми лауреатами премии Мадлен Эми Суини за гражданскую храбрость. Эта награда была учреждена правительством Массачусетса для ежегодного присуждения как минимум одному жителю штата за проявление исключительного мужества при защите или спасении жизней других людей.
В марте 2002 года останки Онг были извлечены из руин Всемирного торгового центра и опознаны. Она была кремирована, а её прах захоронен на кладбище Сипрес-Лоун в Колме, штат Калифорния.
В 2011 году центр отдыха в китайском квартале Сан-Франциско, где она играла в детстве, был переименован в её честь и стал Центром китайского отдыха Бетти Энн Онг.
Имя Онг указано на панели N-74 Северного бассейна Национального мемориала 11 сентября, вместе с именами других пассажиров рейса 11.
Онг увековечена на фреске «Золотая гора», посвящённой вкладу китайцев в американскую историю, которая находится на улице Ромоло-Плейс в Норт-Бич. Эта улица, где она каталась на скейтборде и играла в детстве.

### Фонд Бетти Энн Онг
Фонд Бетти Энн Онг был основан в честь её интереса к благополучию детей. Как сказал член совета директоров Дэвид Хафф, фонд предоставляет «обучение и руководство по вопросам питания, здоровья, физической активности, лидерских навыков, критического мышления, планирования, групповых и командных мероприятий, а также осведомлённости и сплочённости сообщества». В числе мероприятий фонда — поддержка таких организаций, как Лига мероприятий Бейкерсфилдской полиции и Китайский центр отдыха Бетти Энн Онг в Чайнатауне Сан-Франциско.
В марте 2013 года фонд выступил с публичным заявлением, в котором выразил несогласие с решением Администрации транспортной безопасности (TSA) разрешить пронос ножей с лезвиями длиной до 2,36 дюйма на борт самолетов впервые после терактов 11 сентября.
Сестра Бетти Энн Онг, Кэти Онг-Эррера, занимающая должность президента и генерального директора фонда, заявила: «Ужасающие события, произошедшие утром 11 сентября 2001 года, начались с захвата рейса 11 American Airlines. Террористы взяли под контроль самолет, сначала смертельно ранив двух бортпроводников складными ножами. Моя сестра, бортпроводник Бетти Энн Онг, вместе со всем экипажем и пассажирами была убита. Невозможно описать ту невыносимую боль и горе, которые испытала наша семья — это то, чего не должна пережить ни одна другая семья. Я поддерживаю позицию Коалиции профсоюзов бортпроводников о необходимости отмены решения TSA разрешить пронос ножей и других опасных предметов на борт самолетов, поскольку это касается безопасности всех пассажиров».
Фонд вошел в коалицию групп, выступавших против этого решения TSA, и в результате TSA отказалась от своего плана.

## В культуре
Онг сыграли Джин Юн в мини-сериале ABC 2006 года «Путь к 11 сентября» и Джейн Чжан во втором эпизоде документальной драмы BBC 2004 года «Час Икс».
В начале фильма 2012 года «Цель номер один» был использован обширный фрагмент записи звонка Онг в штаб-квартиру. Фрагмент был использован без указания авторства и без согласия семьи Онг и авиакомпании. Они потребовали, чтобы Sony Pictures Entertainment, американский дистрибьютор фильма, сделала благотворительное пожертвование от имени Онг, упомянула её в титрах, заявила на своём сайте и в версиях фильма для домашнего просмотра, что семья Онг не поддерживает пытки (которые в фильме показаны как используемые в ходе поиска Усамы бен Ладена), а также признала эти моменты во время церемонии вручения 85-й церемонии вручения премии «Оскар».